# Dmytro Pisniaczewski
Dmytro Petrowycz Pisniaczewski (ukr. Дмитро Петрович Піснячевський, ur. 7 listopada 1903, zm. 14 listopada 1968) – radziecki i ukraiński polityk, przewodniczący Komitetu Wykonawczego Rady Obwodowej w Charkowie (1954-1963 i 1965-1968), członek KC Komunistycznej Partii Ukrainy (1956-1968).

## Życiorys
Od 1927 członek WKP(b), po napaści Niemiec na ZSRR był zastępcą politruka kompanii strzeleckiej i szefem polowej piekarni chleba. 1947-1950 kierownik Wydziału Upraw Zbóż i Roślin Oleistych Zarządu Gospodarki Rolnej Obwodu Charkowskiego, od 1950 szef Charkowskiego Obwodowego Zarządu Gospodarki Rolnej, od 1952 sekretarz Komitetu Obwodowego Komunistycznej Partii (bolszewików) Ukrainy/Komunistycznej Partii Ukrainy w Woroszyłowgradzie i sekretarz Charkowskiego Obwodowego Komitetu KPU, od 1954 do stycznia 1963 przewodniczący Komitetu Wykonawczego Charkowskiej Rady Obwodowej, od 26 marca 1954 do 17 stycznia 1956 zastępca członka, a od 21 stycznia 1956 do śmierci członek KC KPU. 1955-1959 deputowany do Rady Najwyższej Ukraińskiej SRR 4 kadencji, od stycznia 1963 do grudnia 1964 przewodniczący Komitetu Wykonawczego Wiejskiej Rady Obwodowej w Charkowie, od grudnia 1964 do śmierci przewodniczący Komitetu Wykonawczego Rady Obwodowej w Charkowie. Odznaczony Orderem Lenina, trzema Orderami Czerwonego Sztandaru Pracy, Orderem Czerwonej Gwiazdy (1944), Medalem „Za zasługi bojowe” i innymi medalami.